# مارين بونغراسيتش
مارين بونغراسيتش (مواليد 11 سبتمبر 1997) هو لاعب كرة قدم كرواتي يلعب في مركز الدفاع في نادي فولفسبورغ الألماني.